# Cheilanthes spiculata
Cheilanthes spiculata är en kantbräkenväxtart som beskrevs av John T. Mickel. Cheilanthes spiculata ingår i släktet Cheilanthes och familjen Pteridaceae. Inga underarter finns listade.